# Visas and Virtue
Visas and Virtue ist ein US-amerikanischer Kurzfilm aus dem Jahr 1997 nach einem Theaterstück von Tim Toyama. Das Doku-Drama wurde teilweise in Schwarzweiß gedreht. Hauptfigur Chiune Sugihara (1900–1986) wurde 1985 zum Gerechten unter den Völkern ernannt.

## Inhalt
1940 ist der Japaner Chiune Sugihara als Diplomat in Kaunas in Litauen beschäftigt. Er und seine Frau Yukiko werden Zeuge der Judenverfolgungen. Der Generalkonsul entscheidet sich, seine Karriere zu gefährden, indem er sich über direkte Befehle hinwegsetzt und lebensrettende Visa ausstellt. Insgesamt 6.000 Juden werden durch Sugihara gerettet.

## Auszeichnungen
1998 wurde der Film in der Kategorie Bester Kurzfilm mit dem Oscar ausgezeichnet. Beim Heartland Film Festival gewann er einen Chrystal Heart Award. Beim Algarve International Film Festival wurde er für den Großen Preis der Stadt Portimão nominiert.